# Quercus canbyi
Quercus canbyi — вид рослин з родини букових (Fagaceae), поширений у Мексиці.

## Опис
Росте як кущ або дерево від 4 до 15 метрів заввишки; зі стовбуром 20–50 см в діаметрі; довгі гнучкі гілки дещо пониклі; рослина від листопадної до напіввічнозеленої. Кора коричнево-зелена, гладка, стає темно-сірою, бородавчастою, борознистою. Гілочки червоно-коричневі, блискучі, тонкі, незабаром голі, з рідкісними, непомітними соевичками. Листова товсті, ± шкірясті, ланцетні, еліптичні, іноді яйцюваті, 4–10 × 1–4 см; верхівка загострена, завершується щетинкою; основа гостра, тупа або округла; край товстий, злегка загнутий, зубчастий; верх темно блискуче-зелений, без волосинок або іноді з ними переважно вздовж жилок; низ тьмяний, жовтувато-зелений, без волосинок або з ними; ніжка листка гола, струнка, гнучка, 1–2 см. Чоловічі сережки запушені, 3–9 см завдовжки, 20–30-квіткові; жіночі — 0.5–1 см завдовжки, 1–2-квіткові. Жолуді поодинокі або парні, на 2–5 мм ніжці, майже яйцюваті, у довжину 10–15 мм; чашечка з майже плоскими лусочками, охоплює 1/2 горіха.
Цвітіння: квітень — травень. Плодоношення: серпень — жовтень цього ж року.

## Середовище проживання
Поширення: Мексика (Тамауліпас, Сан-Луїс-Потосі, Нуево-Леон, Коауїла). Росте на висотах від 700 до 2100 метрів у високогір'ї регіону Сьєрра-Мадре в сосново-дубовому лісі та високорослій чагарниковій рослинності.

## Використання
Вирощується в розплідниках на півдні США і продається як декоративне дерево.

## Загрози
Нестійке управління сприяє прискоренню деградації лісів та вирубці лісів у значній частині гірського ланцюга Східна Сьєрра-Мадре через антропогенні стреси, такі як лісові пожежі, сільськогосподарські, пасовищні та лісокультурні заходи.